# Таловский хребет
Та́ловский хребе́т (Большо́й Та́ловский хребе́т) — хребет на Южном Урале, в Челябинской области (Россия). Максимальная высота — 669 метров. Западнее Большого Таловского хребта расположен параллельный ему Ма́лый Та́ловский хребе́т (530 м).

## Топонимика
Большой Таловский хребет назван по реке Большая Таловка, впадающей в Куштумгу.
Малый Таловский хребет назван по речке Малая Таловка, впадающей в Большую Таловку.
Местные жители (ближайший посёлок — Северные Печи) оба хребта называют Таловскими горами.

## Описание
Большой Таловский хребет (669 м) располагается в 4 километрах от села Наилы в западном направлении. Вытянут с юга на север. Протяженность — свыше 8 км, с отрогами — около 20 км. Ширина хребта — до 4 км. Поверхность хребта представляет собой большое число хаотически расположенных небольших и обособленных горок. На вершине — склоны крутые, имеют скальные обнажения. Западнее Большого Таловского параллельно ему расположен Малый Таловский хребет (530 м).
Склоны Большого и Малого Таловских хребтов покрыты смешанным лесом. Преобладающее дерево — сосна. Есть участки, поросшие пихтой или липой. Местность изобилуют родниками.